# Jean-Charles della Faille

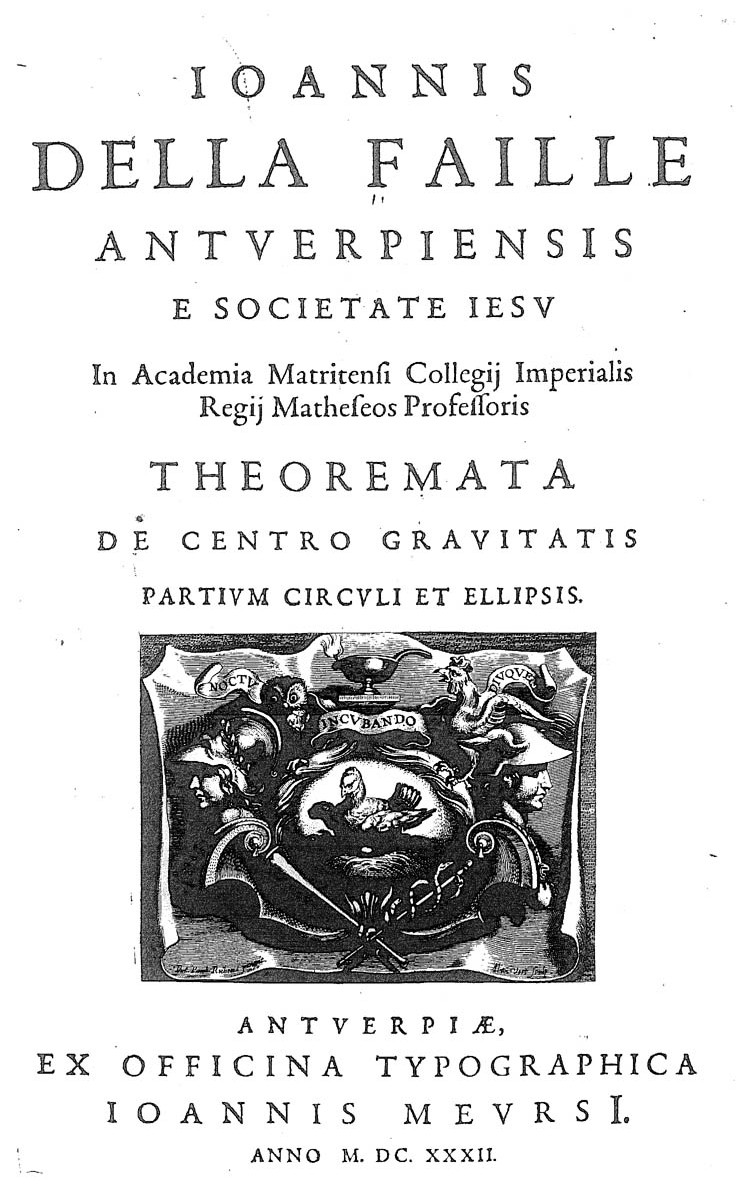
Theoremata de centro gravitatis partium circulis et ellipsis, 1632

Jean-Charles della Faille (sau Jan-Karel della Faille n. 1 martie 1597 la Anvers - d. 4 noiembrie 1652 la Barcelona) a fost un preot iezuit din Brabant, cunoscut pentru contribuțiile sale din domeniul matematicii.
Astfel, în 1632 a determinat centrul de greutate al unui arc de cerc și al unui sector de cerc.
1. 1 2  MacTutor History of Mathematics archive, accesat în 22 august 2017
2. 1 2  Jean Charles La Faille, Diccionario biográfico español, accesat în 9 octombrie 2017
3. 1 2  Jan Karel della Faille, Biografisch Portaal, accesat în 9 octombrie 2017
4. ↑  Complete Dictionary of Scientific Biography[*] Verificați valoarea |titlelink= (ajutor)
5. ↑  The Galileo Project
6. 1 2  Czech National Authority Database, accesat în 29 ianuarie 2023
7. 1 2 3 4 5  MacTutor History of Mathematics archive